# Артистичне плавання на Чемпіонаті світу з водних видів спорту 2022 — гайлайт
Змагання з артистичного плавання в гайлайті на Чемпіонаті світу з водних видів спорту 2022 відбулися 23 і 25 червня 2022 року.

## Результати
Попередній раунд розпочався 23 червня о 10:00 за місцевим часом. Фінал відбувся 25 червня о 15:00 за місцевим часом.
| Місце | Країна     | Попередній раунд | Попередній раунд | Фінал            | Фінал            |
| Місце | Країна     | Очки             | Місце            | Очки             | Місце            |
| ----- | ---------- | ---------------- | ---------------- | ---------------- | ---------------- |
| 1     | Україна    | 94.2333          | 1                | 95.0333          | 1                |
| 2     | Італія     | 91.6667          | 2                | 92.2667          | 2                |
| 3     | Іспанія    | 91.3667          | 3                | 91.9333          | 3                |
| 4     | Мексика    | 88.5333          | 4                | 89.3667          | 4                |
| 5     | США        | 87.5000          | 6                | 87.8667          | 5                |
| 6     | Греція     | 87.6000          | 5                | 87.2333          | 6                |
| 7     | Канада     | 85.1000          | 7                | 85.2000          | 7                |
| 8     | Казахстан  | 83.0333          | 8                | 83.7667          | 8                |
| 9     | Бразилія   | 81.2000          | 9                | 81.6667          | 9                |
| 10    | Швейцарія  | 80.6333          | 10               | 80.9000          | 10               |
| 11    | Угорщина   | 78.5000          | 11               | 79.0667          | 11               |
| 12    | Словаччина | 77.0667          | 12               | 77.2667          | 12               |
| 13    | Австралія  | 72.9667          | 13               | Завершили виступ | Завершили виступ |
| 14    | Таїланд    | 70.7000          | 14               | Завершили виступ | Завершили виступ |
| 15    | Коста-Рика | 65.7667          | 15               | Завершили виступ | Завершили виступ |